# Ahouakro
Ahouakro LL-Q150 (fra)-ALEX MEKAN 57-Ahouakro.wavest une localité du sud est de la Côte d'Ivoire, et appartenant au département de Taabo, dans la Région Agnéby-Tiassa. La localité d'Ahouakro est un chef-lieu de commune.